# Saint-Martin-de-Varreville
Saint-Martin-de-Varreville – miejscowość i gmina we Francji, w regionie Normandia, w departamencie Manche.
Według danych na rok 1990 gminę zamieszkiwało 169 osób, a gęstość zaludnienia wynosiła 20 osób/km² (wśród 1815 gmin Dolnej Normandii Saint-Martin-de-Varreville plasuje się na 717. miejscu pod względem liczby ludności, natomiast pod względem powierzchni na miejscu 616.).